# محمد بن فرات
محمد بن فرات یکی از اصحاب علی بن موسی الرضا است که برخی منابع چون کشی او ار تضعیف کرده‌اند. او از خاندان بنی فرات است. آورده‌اند که وی ادعای نبوت و بابیت داشته است. او را از غالیان معرفی کرده‌اند. ماسینیون معتقد است که برخی رجالیون همچون اسفراینی، او را با عمر بن فرات خلط کرده و برخی از گزارشات زندگی او را در زندگی عمر بن فرات ذکر کرده‌اند. برخی عمر بن فرات کوفی را عمو یا عموی پدرش دانسته‌اند که این قول با فوت عمر بن فرات در ۲۰۳ ه.ق، محتمل به نظر نمی‌رسد.